# Dòng thời gian Nga xâm lược Ukraina

Bản đồ cho thấy toàn cảnh về cuộc xâm lược cho đến ngày 1 tháng 11, bấm để xem bản đồ (để có bản đồ tương tác chi tiết hơn, hãy xem tại đây)

Vào ngày 24 tháng 2 năm 2022, Nga đã tiến hành một cuộc xâm lược quân sự vào Ukraina.
Dòng thời gian này là một danh sách động và linh hoạt, và như vậy có thể sẽ không bao giờ đáp ứng các tiêu chí về tính đầy đủ. Xin lưu ý rằng một số sự kiện chỉ có thể được hiểu đầy đủ hoặc được khám phá khi nhìn lại.

## Bối cảnh
Vào ngày 24 tháng 2 năm 2022, Liên bang Nga đã xâm lược Ukraina trong một sự leo thang mạnh mẽ của Chiến tranh Nga-Ukraina đang diễn ra. Chiến dịch này có tiền thân từ việc Nga tăng cường quân đội kể từ đầu năm 2021 và nhiều yêu cầu của Nga đối với các biện pháp an ninh và các lệnh cấm hợp pháp chống lại việc Ukraina gia nhập NATO.

## Giai đoạn đầu
- Vào ngày 10 tháng 11 năm 2021, Hoa Kỳ đã báo cáo một cuộc di chuyển bất thường của quân đội Nga gần biên giới Ukraina.[2] Vào ngày 28 tháng 11, Ukraina đã báo cáo việc Nga tăng cường thêm 92.000 quân.
- Vào ngày 7 tháng 12 năm 2021, Tổng thống Mỹ Joe Biden cảnh báo Tổng thống Nga, Vladimir Putin về "các biện pháp kinh tế mạnh mẽ và các biện pháp khác" nếu Nga tấn công Ukraina.[2]
- Vào ngày 17 tháng 12 năm 2021, Putin đề xuất một lệnh cấm Ukraina gia nhập NATO, nhưng Ukraina đã bác bỏ.[2]
- Vào ngày 17 tháng 1 năm 2022, quân đội Nga bắt đầu đến đồng minh của Nga là Belarus, bề ngoài là "để tập trận".[2]
- Vào ngày 19 tháng 1 năm 2022, Mỹ viện trợ an ninh cho Ukraina khoảng 200 triệu đô la.[2]
- Vào ngày 19 tháng 1 năm 2022, Biden tuyên bố trong một cuộc họp báo: "Nga sẽ phải chịu trách nhiệm nếu họ xâm lược. Và điều đó phụ thuộc vào những gì họ làm." Nhiều người chỉ trích Tổng thống Mỹ cảm thấy rằng điều này sẽ mở ra cánh cửa cho Tổng thống Nga Putin xâm lược.[3]
- Vào ngày 24 tháng 1 năm 2022, NATO đưa quân vào chế độ chờ.[2]
- Vào ngày 25 tháng 1 năm 2022, các cuộc tập trận của Nga với sự tham gia của 6.000 quân và 60 máy bay phản lực đã diễn ra ở Nga gần Ukraina và bán đảo Krym.[2]

### Tháng 2 năm 2022
- Vào ngày 10 tháng 2 năm 2022, Nga và Belarus bắt đầu diễn tập quân sự trong vòng 10 ngày.[2]
- Vào ngày 17 tháng 2 năm 2022, giao tranh leo thang ở các khu vực ly khai tại miền đông Ukraina.[2]

#### 21 tháng 2
Putin tuyên bố rằng Nga công nhận hai khu vực ly khai thân Nga ở miền đông Ukraina (là Cộng hòa Nhân dân Donetsk và Cộng hòa Nhân dân Luhansk). Thông báo này đã dẫn đến lệnh trừng phạt kinh tế đầu tiên từ các nước NATO vào ngày hôm sau.
Trong bài phát biểu trên truyền hình "liên quan đến các sự kiện ở Ukraina" trước khi tuyên bố, Putin khẳng định niềm tin của mình rằng Vladimir Lenin là "tác giả và kiến trúc sư" của Ukraina và cho rằng những người Ukraina đã hạ bệ tượng đài của Lenin là "những hậu duệ vô ơn", nói rằng "Đây là những gì họ gọi là giải trừ cộng đồng. Bạn có muốn giải trừ cộng đồng? Chà, điều đó phù hợp với chúng tôi. Nhưng như họ nói, dừng lại giữa chừng là không cần thiết. Chúng tôi sẵn sàng cho các bạn thấy ý nghĩa thực sự của việc khử cộng đồng đối với Ukraina."

## Niên biểu cuộc xung đột
- Giai đoạn 1: Xâm lược Ukraina (24 tháng 2 – 7 tháng 4)
- Giai đoạn 2: Mặt tiền Đông Nam (8 tháng 4 – 5 tháng 9)
- Giai đoạn 3: Phản công Ukraina (6 tháng 9 – hiện tại)